# Leona Rostenberg
Leona Rostenberg (* 28. Dezember 1908; † 23. März 2005 in New York) war eine US-amerikanische Buchantiquarin und Historikerin.

## Leben
Leona war das zweite Kind des Arztes Adolph Rostenberg und seiner Frau Louisa, geborene Dreyfus – beide deutsch-jüdischer Abstammung. Sie wuchs im Stadtteil Bronx auf, besuchte nach der Volksschule die Evander Childs High School und das Washington Square College der New York University. Im Herbst 1932 nahm sie ein Promotionsstudium im Fach Geschichte an der Columbia University auf. Sie forschte mehrere Jahre für eine Dissertation über die Bedeutung der Drucker für die Verbreitung von Wissen und die Entwicklung von Weltbildern in der Zeit der Renaissance und der Reformation, die jedoch von ihrem Doktorvater Lynn Thorndike nicht angenommen wurde.
Von 1939 bis 1944 arbeitete sie als Assistentin für den aus Österreich emigrierten Antiquar Herbert Reichner und machte sich anschließend mit einer eigenen Antiquariatsbuchhandlung selbständig. Dank ihres von ihr selbst gern so genannten Fingerspitzengefühls konnte sie sich in der Branche etablieren und engagierte sich zunehmend für ihren Berufsstand. Sie war beteiligt an der Organisation der ersten US-amerikanischen Antiquariats-Buchmesse, die 1960 in New York stattfand, und wurde 1972 zur Präsidentin der Antiquarian Bookseller Association of America (ABAA) gewählt.
Neben ihrer gewerblichen Beschäftigung mit alten Büchern widmete sie sich immer wieder Studien zur Geschichte des Verlags- und Buchwesens mit einem Schwerpunkt auf der Entwicklung im England des 16. und 17. Jahrhunderts. In Anerkennung ihrer wissenschaftlichen Veröffentlichungen auf diesem Gebiet verlieh ihr die Columbia University 1973 die Doktorwürde.
Leona Rostenberg blieb bis ins hohe Alter als Autorin und Buchhändlerin aktiv. Ihre gemeinsam mit ihrer langjährigen Partnerin Madeleine Stern verfassten Erinnerungen liegen seit 2004 auch in deutscher Übersetzung vor.

## Buchveröffentlichungen
- 1963: English publishers in the graphic arts, 1599 - 1700
- 1965: Literary, political, scientific, religious & legal publishing, printing & bookselling in England, 1551 - 1700
- 1971: The minority press & the English crown, a study in repression 1558 - 1625
- 1978: Bibliately, the history of books on postage stamps
- 1989: The library of Robert Hooke : the scientific book trade of Restoration England